# Galena & Chicago Union Railroad
Le Galena & Chicago Union Railroad était un chemin de fer qui allait de Chicago (Illinois) à Clinton (Iowa), en passant par les villes de Freeport et Galena, dans l'Illinois. Incorporé en 1836, le G & GP est devenu le premier chemin de fer construit à Chicago. Le Chicago et Galena Union, a été affrété 16 janvier 1836, pour se connecter à la direction des mines à Galène. The Pioneer, la première locomotive à ouvrir la voie, est arrivée à Chicago le 10 octobre 1848, près de treize ans après que la charte a été accordée. En 1850, la Galena & Chicago Union Railroad a été achevée. Le chemin de fer et le canal sont d'une importance vitale dans le développement de Chicago et la population de la ville est multipliée par 3,7 en seulement dix ans après l'ouverture du canal, lui permettant d'accéder à la neuvième place des villes les plus peuplées des États-Unis. Par la suite d'autres chemins de fer ont été construits et Chicago est devenu le plus grand centre de chemin de fer dans le monde.